# Муртазалиев, Абдурахманхаджи Шамильевич
Абдурахманхаджи Шамильевич Муртазалиев (род. 30 июля 1994 года, Бишкек) — киргизский спортсмен, выступающий в джиу-джитсу и грэпплинге. Серебряный призёр Всемирных игр 2022. Многократный призёр чемпионатов мира, Азии и Азиатских игр. Заслуженный мастер спорта Кыргызской Республики по джиу-джитсу. Мастер спорта международного класса Кыргызской Республики по грэпплингу. Обладатель чёрного пояса по бразильскому джиу-джитсу. Президент национальной Федерации джиу-джитсу Кыргызской Республики.

## Биография
Родился 30 июля 1994 года в Бишкеке. По национальности — даргинец. В 2011 году окончил гимназию АУВК 6, в 2017 году — экономический факультет Бишкекского гуманитарного университета имени К. Карасаева, в 2020 году — факультет физической культуры Кыргызской государственной академии физической культуры и спорта. С 2020 года проходит обучение на факультете управления персоналом и кадровой службы Российской академии народного хозяйства и государственной службы.

### Спортивная карьера
В 2009 году начал заниматься в секции дзюдо под руководством Турата Бакашавича Кулубаева.
С 2012 года тренируется под руководством заслуженного тренера Кыргызской Республики и старшего брата Муртазали Муртазалиева.
Единственный спортсмен Кыргызской Республики являющейся мастером спорта международного класса в двух видах спорта.
С 2014 года регулярно принимает участие в крупнейших соревнованиях по джиу-джитсу и грэпплингу.
Участвовал во Всемирных играх 2017 и 2022 года. В 2022 году выиграл серебряную медаль в категории не-ваза до 85 кг.
В 2022 году получил чёрный пояс по бразильскому джиу-джитсу от своего тренера Мурило Сантаны.

### Общественная деятельность
В 2012 году вместе со старшим братом создал Федерацию джиу-джитсу Киргизской Республики, став её президентом.
С 2015 года — член спортивной комиссии Азиатского объединения джиу-джитсу.
С 2019 года — член молодёжного крыла при ассамблее народов Кыргызстана.
С 2021 года — член Национального Олимпийского Комитета Киргизской Республики.

### Политическая деятельность
27 февраля 2022 года набрал наибольшее количество голосов на выборах в Жогорку Кенеш КР по Свердловскому одномандатному округу.

## Награды и звания

### Награды

#### Грэпплинг
- Серебряный призёр чемпионата мира UWW 2014 (Москва, Россия)
- Серебряный призёр чемпионата мира UWW 2015 (Анталья, Турция)[5]
- Чемпион мира UWW 2019 (Нур-Султан, Казахстан)[6][7]
- Бронзовый призёр чемпионата мира UWW 2021 (Белград, Сербия)[8]

#### Джиу-джитсу
- Бронзовый призёр открытого чемпионата Европы IBJJF 2015 (Рим, Италия)[9]
- Серебряный призёр чемпионата Азии 2016 (Ашхабад, Туркменистан)
- Чемпион Азии 2017 (Ханой, Вьетнам)[10]
- Чемпион Азиатских игр в помещениях 2017 (Ашхабад, Туркменистан)[11]
- Бронзовый чемпионата мира 2017 (Богота, Колумбия)[12]
- Чемпион Азии UAEJJF 2018 (Улан-Батор, Монголия)[13]
- Серебряный призёр Чемпионата Панамерики IBJJF 2018 (Нью-Йорк, США)[14]
- Бронзовый призёр Летних Азиатских игр 2018 (Джакарта, Индонезия)
- Бронзовый призёр чемпионата Азии 2019 (Улан-Батор, Монголия)[15]
- Серебряный призёр чемпионата мира 2019 (Абу-Даби, ОАЭ)[16]
- Серебряный призёр Всемирных игр 2022 (Бирмингем, США)[2]

### Звания
- Заслуженный мастер спорта Киргизской Республики по джиу-джитсу (2021)[17]
- Мастер спорта международного класса Киргизской Республики по грэпплингу (2020)